# Stoffel van Viegen
Stoffel van Viegen (Utrecht, 3 februari 1916 - 12 september 1988) was een Nederlands organist.

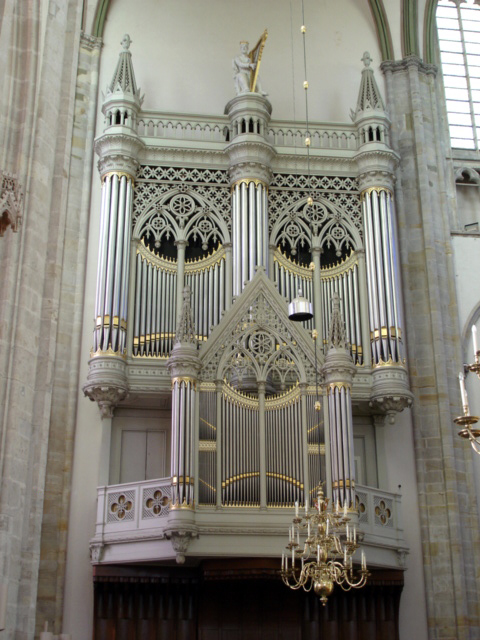
Het grote orgel van de Domkerk dat na een restauratie op 7 juni 1975 opnieuw in gebruik werd genomen door Van Viegen.

## Levensloop
Hij was zoon van Gerritje van den Boogert en remmer Antonie van Viegen, wonende aan de Coornhertstraat. Hij was tussen 1937 en 1942 getrouwd met .Helena Gerardina Elisabeth Bax. In 1946 hertrouwde hij met Jannigje van Seijderveld, waarop in 1963 opnieuw een echtscheiding plaatsvond. Hij hertrouwde weer, dit keer met beiaardier Ria Pieffers, die dan ook zijn bericht van overlijden ondertekende. Hij stelde zijn lichaam ter beschikking aan de wetenschap. Hij was ridder in de Orde van Oranje-Nassau en honorair organist van de Dom.
Van Viegen werd geboren in Utrecht maar groeide op in Noord-Brabant. Hij was vanaf zijn twaalfde jaar kerkorganist. Zijn eerste muziekonderricht ontving hij van Karl Hamm uit Venlo. Terug in Utrecht zette hij zijn studie voort bij Willem Petri, later bij Sem Dresden, Hendrik Andriessen en Adriaan Engels. Hij werd organist van de Nederlands Hervormde Wilhelminakerk (1936-1937) en Julianakerk (1937) in Utrecht.
Als 21-jarige solliciteerde hij in juni 1937 naar de functie van organist van de Dom van Utrecht. Er was veel belangstelling voor deze functie; onder de meer dan honderd sollicitanten waren bekende organisten als Feike Asma, Cor Bute en Piet van Egmond. Van Viegen kreeg de benoeming. Eind 1986, na bijna 49 jaar, nam hij afscheid als Dom-organist.
In de jaren 40 werd Van Viegen hoofdleraar orgel aan het Utrechts Conservatorium. Hij was leraar van onder anderen Charles de Wolff, Herman van Vliet, Willem Hendrik Zwart, Jan D. van Laar, Jacques van den Dool en Gert Muts.
Van Viegen heeft als solist en begeleider meegewerkt aan diverse cd's en aan programma's van de NCRV. In april 1988 ontving hij de Zilveren medaille van de Franse Société Académique Arts-Sciences-Lettres.
- Library of Congress Control Number: no2015154999
- MusicBrainz: d5921bf9-3122-4e2d-9c5e-e3de62a8d6f4
- Virtual International Authority File: 192145003305061301456
- WorldCat: E39PBJc3JvD8cxfDJpVMm4xbh3